# Ecuación de Korteweg-de Vries
La ecuación de Korteweg-de Vries o KdV es una ecuación en derivadas parciales que incluye efectos de no linealidad y dispersión a la vez. Físicamente es un modelo que describe, en una dimensión espacial, la propagación de ondas de longitud de onda larga en medios dispersivos. La propagación de ondas solitarias en la superficie del agua, en canales poco profundos, es un ejemplo de medio dispersivo en el que se pueden hallar este tipo de ondas. En la física-matemática representa el prototipo de un sistema no lineal completamente integrable. El método por medio del cual se mostró su integrabilidad se conoce como el método de dispersión inversa. La ecuación aparece escrita en la literatura de muchas formas y esta es una de ellas:

{\displaystyle {\frac {\partial v}{\partial t}}+v{\frac {\partial v}{\partial x}}+\mu {\frac {\partial ^{3}v}{\partial x^{3}}}=0}

donde {\displaystyle x}, {\displaystyle t} y {\displaystyle v} denotan posición espacial, temporal y amplitud respectivamente. El primer término de la ecuación denota la evolución temporal de la perturbación o campo {\displaystyle v} (se puede considerar como la elevación de la superficie del agua relativa a su posición de equilibrio), el segundo es considerado el término no lineal debido a la multiplicación entre {\displaystyle v} y su primer derivada parcial con respecto al espacio, y el tercer término es el dispersivo debido a la tercera derivada parcial espacial de {\displaystyle v}.

## Propiedades matemáticas
Las siguientes son algunas de sus propiedades matemáticas más importantes. La transformación {\displaystyle v\rightarrow -v}, {\displaystyle x\rightarrow -x}, {\displaystyle t\rightarrow t} convierte a la ecuación en
{\displaystyle {\frac {\partial v}{\partial t}}+v{\frac {\partial v}{\partial x}}-\mu {\frac {\partial ^{3}v}{\partial x^{3}}}=0},
luego entonces una solución para {\displaystyle \mu <0} se puede obtener por medio de una simple transformación de una solución para {\displaystyle \mu >0}. Otra propiedad es que la ecuación KdV posee soluciones de ondas estacionarias progresivas de la siguiente forma:
{\displaystyle v(x,t)=v(x-\lambda t)\equiv v(s)}.
Si se substituye esta última expresión en la ecuación KdV, seguido de dos integraciones con respecto al parámetro {\displaystyle s}, se obtiene lo siguiente
{\displaystyle 3\mu \left({\frac {dv}{ds}}\right)^{2}=-v^{3}+3\lambda v^{2}+6\alpha v+6\beta \equiv F(v)},
donde
| {\displaystyle F(v)\equiv (v-c_{1})\,(v-c_{2})\,(c_{3}-v),c_{1}<c_{2}<c_{3}}, |
| {\displaystyle \lambda =(c_{1}\,+c_{2}\,+c_{3})/3},                           |
| {\displaystyle \alpha =-(c_{1}\,c_{2}+c_{2}\,c_{3}+c_{3}\,c_{1})/6},          |
| {\displaystyle \beta =c_{1}\,c_{2}\,c_{3}/6}.                                 |
Se asume que el polinomio en v, F(v)=0 posee tres raíces reales a fin de asegurar que existan soluciones reales y acotadas. Si {\displaystyle F(v)=0} posee tres raíces reales distintas, las soluciones son trenes uniformes de ondas llamados ondas cnoidales. Si {\displaystyle F(v)=0} tiene una doble raíz, por ejemplo, {\displaystyle c_{1}=c_{2}}, entonces las soluciones de ondas cnoidales se reducen a ondas solitarias, mientras que si {\displaystyle c_{2}=c_{3}}, la única posible solución es una constante {\displaystyle v=c_{3}}.
Las soluciones de ondas cnoidales se pueden expresar en términos de las funciones elípticas de Jacobi como sigue:
| Símbolo           | Nombre                        | Fórmula                                                  |
| ----------------- | ----------------------------- | -------------------------------------------------------- |
| {\displaystyle m} | Módulo de la función elíptica | {\displaystyle m^{2}={\frac {c_{3}-c_{2}}{c_{3}-c_{1}}}} |
| {\displaystyle m} | Módulo de la función elíptica | {\displaystyle 1\geq m\geq 0}                            |

En el límite en donde {\displaystyle c_{2}\rightarrow c_{1}(m\rightarrow 1)}, esta última expresión para {\displaystyle v} se reduce a una solución de onda solitaria

{\displaystyle v(x,t)=c_{2}+(c_{3}-c_{2})\operatorname {sech} ^{2}\left(\left({\frac {c_{3}-c_{1}}{12\mu }}\right)^{1/2}[x-(2c_{1}+c_{3})t/3]\right)},

Escribiendo {\displaystyle c_{1}\equiv v_{0}} y {\displaystyle c_{3}-c_{1}\equiv a_{0}}, obtenemos

{\displaystyle v(x,t)=v_{0}+a_{0}\operatorname {sech} ^{2}\left(\left({\frac {a_{0}}{12\mu }}\right)^{1/2}[x-(v_{0}+a_{0}/3)t]\right)}.

Esto muestra que la rapidez de la onda, relativa a la velocidad constante {\displaystyle v_{0}}, es proporcional a su amplitud. El ancho de la onda solitaria es inversamente proporcional a la raíz cuadrada de su amplitud y, por lo tanto, entre más amplitud posea será más angosta y viajará más rápido que las ondas de amplitud o altura más bajas.
El hecho de que la ecuación diferencial KdV sea de primer orden en el tiempo, significa que modela la propagación de energía mecánica en una dirección, en el sentido de que todas las ondas solitarias de la forma {\displaystyle v(x,t)} se propagarán en la dirección del incremento de la variable {\displaystyle x}. En consecuencia, si dos ondas solitarias se propagan por el mismo medio y la que posee la mayor amplitud comienza su movimiento a la izquierda de la segunda, entonces en algún momento rebasará a esta última.

## Origen del término solitón
En los años 60 Norman Zabusky y Martin Kruskal demostraron, en cálculos numéricos, que una simple onda solitaria es estable ya que puede viajar sin deformar su forma.También mostraron que cuando dos ondas solitarias están bien separadas al principio y la de mayor amplitud es colocada a la izquierda de la otra, ocurre que por poseer mayor amplitud y por lo tanto mayor velocidad, rebasa a la más lenta, interactuando no linealmente, y que cuando este proceso finaliza sus posiciones son intercambiadas de tal forma que la de mayor amplitud está situada a la derecha de la de menor amplitud.
Excepto por el intercambio de sus posiciones, la estructura de cada onda solitaria es exactamente la misma después de la interacción no lineal tal cual lo era antes de iniciar la colisión. Así, una onda solitaria es estable aun cuando es sujeta a interacciones no lineales. Esta remarcable estabilidad de las ondas solitarias, en la que se exhibe un comportamiento como de una partícula en mecánica clásica, condujo a Zabusky y a Kruskal a acuñar el término solitón.